# 칸타빌레 7차
칸타빌레 7차는 대한민국 서울특별시 관악구 봉천동에 위치한 오피스텔이다.